# Lindås
Lindås é uma comuna da Noruega, com 474 km² de área e 13 043 habitantes (censo de 2005).         